# ۷۶۹ (میلادی)
۷۶۹ (میلادی) هفتصد و شصت و نهمین سال تقویم میلادی است.

## درگذشتگان
‎